# Južni nambikuára jezik
Južni nambikuára jezik (alaketesu, anunsu, nambikwara, nambiquara; ISO 639-3: nab) indijanski jezik porodice nambikwara kojim govori 1 150 ljudi (2000 SIL) uz nekoliko nambikwarskih skupina na sjeverozapadu brazilske države Mato Grosso.
Govori se u deset sela. Većina dijalekata nosi plemenske nazive, to su munduka, khithaulhu, halotesu, saxwentesu, wakalitesu, serra azul, hahaintesu, wasusu, alatesu, waikisu, galera, sarare, alaketesu i anunsu. Izvorno je populacija iznosila oko 10 000.

## Vanjske poveznice
- Ethnologue (14th)
- Ethnologue (15th)